# Ugo Tognazzi
Pour les articles homonymes, voir Tognazzi.
Ugo Tognazzi, né le 23 mars 1922 à Crémone et mort le 27 octobre 1990 à Rome, est un acteur et réalisateur italien.
Il fut, avec Alberto Sordi, Vittorio Gassman, Marcello Mastroianni et Nino Manfredi, l'une des figures marquantes de la comédie à l'italienne. Il obtient le prix d'interprétation masculine au festival de Cannes 1981 ainsi que le Ruban d'argent du meilleur acteur à trois reprises.

## Biographie

### Jeunesse

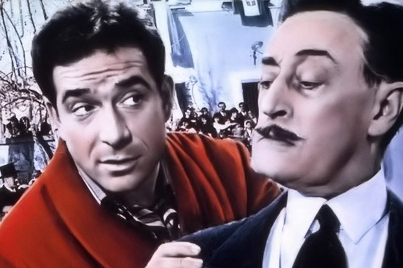
Avec Totò dans Son Excellence est restée dîner (1961).

Du fait de la profession de son père Gildo (1898-1978), inspecteur d'une société d'assurances, il passe son enfance dans différentes villes. Il fait ses débuts au théâtre à l'âge de quatre ans au théâtre Donizetti de Bergame.
Revenu à Crémone en 1936, il y trouve, à quatorze ans, un emploi de comptable chez Negroni (it), célèbre usine crémonaise de charcuterie. Durant son temps libre, il joue avec d'autres amateurs dans une pièce sur l'après-travail.
Pendant la Seconde Guerre mondiale, appelé sous les drapeaux, il organise de nombreux spectacles de variétés pour ses camarades. Après l'armistice du 8 septembre 1943, il retourne à Crémone où il travaille comme archiviste, mais peu après, il est incorporé dans la marine de la République de Salò, servant en Ligurie occidentale. En 1945, sa passion pour le spectacle lui fait cependant abandonner ce travail et s'installer à Milan. Une fois installé, il participe à une soirée pour amateurs organisée au Teatro Puccini, grâce à laquelle il est engagé par la compagnie théâtrale de Wanda Osiris. En 1950, il fait ses débuts au cinéma dans un film réalisé par Mario Mattoli, Les Cadets de Gascogne, aux côtés de Walter Chiari. En 1955, il participe au film La moglie è uguale per tutti (it), où il ne joue pas avec sa propre voix mais se fait doubler par Carlo Romano.

### Duo Tognazzi-Vianello
En 1951, il rencontre Raimondo Vianello avec qui il forme un duo comique très populaire. Ils travaillent pour la Rai de 1954 à 1959 dans l'émission de variétés Un due tre (it) ; le personnage gouailleur d'Ugo et celui plus raffiné de Raimondo s'accordent pour produire un spectacle comique très apprécié. La satire d'Un due tre va jusqu'à égratigner les présidents de la République et du Conseil, provoquant la censure. L'émission s'achève le 25 juin 1959, lorsque le duo Tognazzi-Vianello décide de tourner en dérision un incident survenu la veille à La Scala et ignoré par les principaux médias : Giovanni Gronchi, président de la République, à la suite d'une tentative de geste galant avec une dame, trébuche alors qu'il prend place à côté du président français De Gaulle. Le duo a répété la scène à la télévision : Vianello retire la chaise sur laquelle s'asseoit Tognazzi, qui tombe au sol, et Vianello lui lance : « Pour qui te prends-tu ? ». Tognazzi répond : « Eh bien, tôt ou tard, tout le monde peut trébucher ». Le même soir, Ettore Bernabei supprime l'émission de la grille des programmes et le directeur du bureau de Milan est renvoyé,,.

### Les comédies à l'italienne

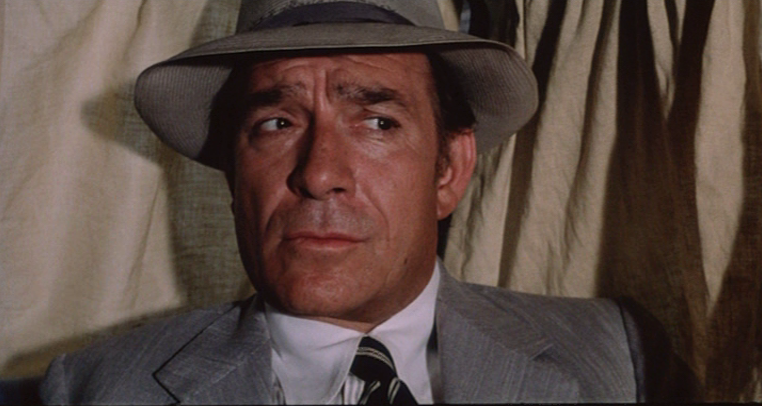
Ugo Tognazzi dans La Mazurka du baron (1975).

Après ces passages farfelus entre le petit et le grand écran, Tognazzi se tourne dans les années 1960 vers la comédie à l'italienne notamment chez Dino Risi dont il fut le comédien fétiche. Il apporte une contribution très personnelle au genre avec des caractérisations particulières de personnages dans des films tels que Elle est terrible (1962), Les Heures de l'amour (1963), Les Monstres (1963), Le Cocu magnifique (1964), Fais-moi très mal mais couvre-moi de baisers (1968), Le Commissaire Pepe (1969), Venez donc prendre le café chez nous (1970), Super Témoin (1971), Au nom du peuple italien (1971), Nous voulons les colonels (1973), Romances et Confidences (1974), La Mazurka du baron (1975), Le Canard à l'orange (1975), La Chambre de l'évêque (1977) et Qui a tué le chat ? (1977).
Il ne faut cependant pas oublier ses rôles dramatiques dans les films réalisés par le Parmesan Alberto Bevilacqua (La Califfa, 1971 ; Un amour insolite, 1972) et Bernardo Bertolucci (La Tragédie d'un homme ridicule, qui lui vaut le prix d'interprétation masculine au Festival de Cannes 1981).

### La rencontre avec Marco Ferreri
Dans les années 1960 et 1970, il établit un partenariat artistique avec le réalisateur Marco Ferreri, un grand ami à lui, dont la veine grotesque et surréaliste lui permet de proposer des interprétations démesurées et différentes des canons de la comédie italienne. Sous la direction de Ferreri, il joue dans le segment Il professore du film à sketches Contre-sexe (1964) et dans les films Le Lit conjugal (1963), Le Mari de la femme à barbe (1964), Break-up, érotisme et ballons rouges (1965), Marcia nuziale (1966), Le Harem (1967), L'Audience (1972) avec Claudia Cardinale, Enzo Jannacci et Vittorio Gassman, puis dans La Grande Bouffe (1973) et Touche pas à la femme blanche ! (1974), tourné dans le Trou des Halles à Paris.
En 1968, il joue dans la coproduction italo-française Barbarella aux côtés de Jane Fonda, dans un rôle secondaire.
Très attaché à sa terre et à sa ville, il se rendait souvent au stade Giovanni-Zini de Crémone pour encourager l'équipe crémonaise du président Domenico Luzzara, son ami et premier compagnon d'étape. Tognazzi lui-même faisait souvent des blagues en dialecte crémonais pour ses personnages. Légendaires sont ceux, nombreux dans le film La Marche sur Rome (1962) de Dino Risi. Dans le film qui l'a lancé dans le cinéma satirique, Mission ultra-secrète (1961) de Luciano Salce, son personnage est originaire d'Azzanello, une petite ville de la province de Crémone.

### Les trilogies à succès et le passage à la réalisation

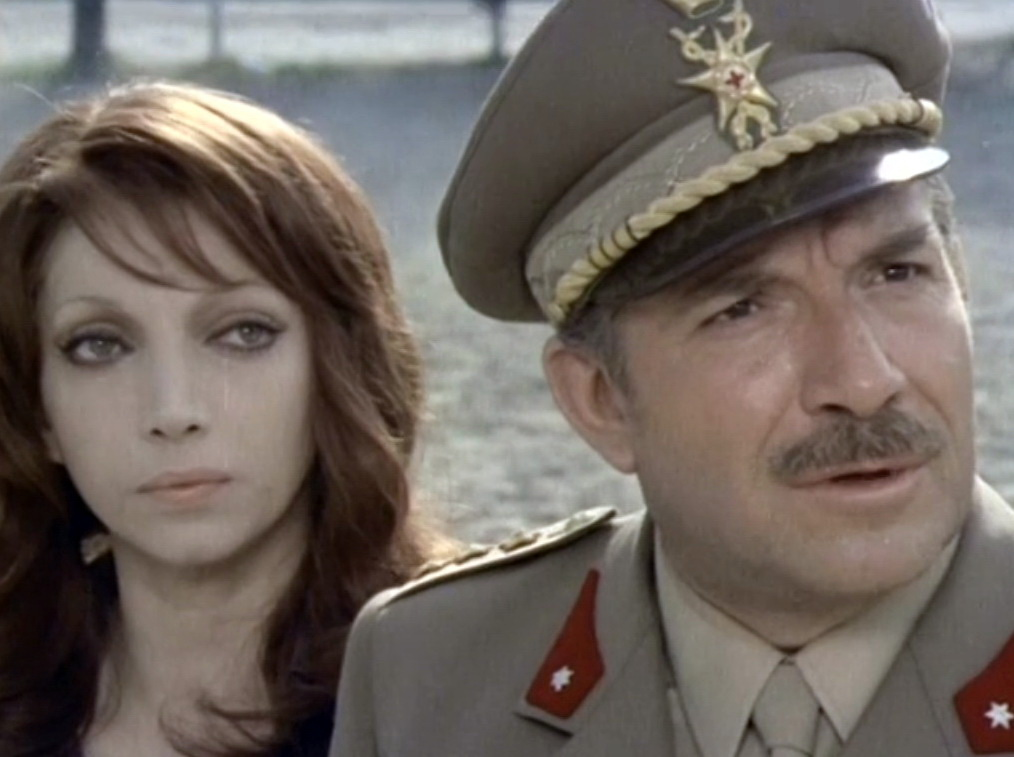
Avec Mariangela Melato dans Le général dort debout (1971).

Il apparaît dans la trilogie Mes chers amis (1975, 1982, 1985), où il incarne le comte Raffaello Mascetti, un noble déchu contraint de vivre dans une extrême pauvreté. Son rôle dans la trilogie La Cage aux folles (1978, 1980, 1985) marquera l'apogée de son succès, aux côtés de Michel Serrault, celui-ci représentant l'archétype de l'homosexuel efféminé et Ugo Tognazzi, celui d'un homosexuel masculin et posé, directeur d'un cabaret sur la Côte d'Azur.

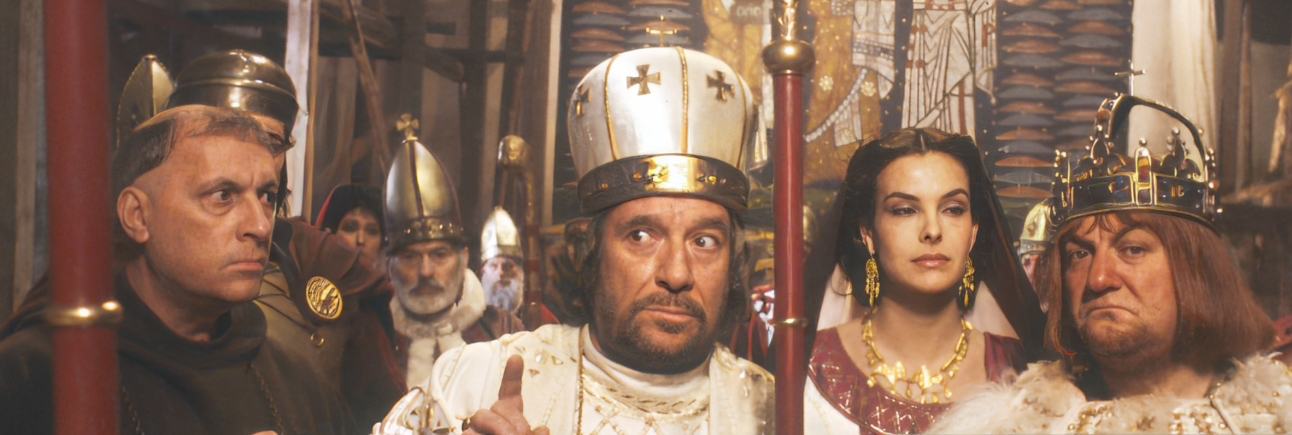
Aux côtés de Michel Serrault, Carole Bouquet et Coluche dans Le Bon Roi Dagobert (1984).

Il se met lui-même en scène dans cinq films (Le Souteneur, 1961 ; Le Nez qui siffle, 1966 ; Sissignore , 1968 ; Qui chauffe le lit de ma femme ?, 1976 ; I viaggiatori della sera, 1979) ainsi que dans la série télévisée FBI - Francesco Bertolazzi investigatore (it) (1970). Dans les années 1980, il se consacre principalement au théâtre, jouant dans Six Personnages en quête d'auteur (1986), L'Avare (1988), et - avec Arturo Brachetti - dans M. Butterfly (1989). Sa dernière réalisation, la série télévisée Una famiglia in giallo, est restée inachevée : les deux premiers épisodes ont été achevés puis diffusés à la télévision en 1991.

### Canular politico-médiatique
En 1979, il a participé à l'une des farces médiatiques les plus sensationnelles de l'histoire de l'Italie : il a accepté d'être photographié menotté par de faux carabiniers. C'était un canular organisé par l'hebdomadaire satirique Il Male. De fausses éditions de Il Giorno, La Stampa et Paese Sera « sortent » avec des titres annonçant l'arrestation de l'acteur en tant que chef (« grand-père ») des fameuses Brigades rouges. La plaisanterie a été organisée à la suite des arrestations massives pour le Procès du 7 avril. La presse a affirmé que les « chefs occultes » des Brigades rouges avaient simulé la dissolution de Potere operaio afin de poursuivre, sous le nom d'Autonomia Operaia leurs activités subversives. La une d'Il Male a repris la nouvelle dans une tournure satirique, en commentant : « On recherche Vianello, le duo [qu'il formait avec Tognazzi] a simulé la dissolution de l'époque de Un due tre ». Se justifiant de cette farce, Tognazzi a déclaré rétrospectivement qu'à une époque marquée par un climat politique morose et tragique, il n'avait fait que revendiquer « le droit à la connerie ».
Au cours d'une interview avec Pippo Baudo pour Domenica in, Tognazzi a commencé à discuter de manière polémique et ironique de la libéralisation de la marijuana, du scandale Toni Negri et de la légalisation de la prostitution.

### Maladie et mort

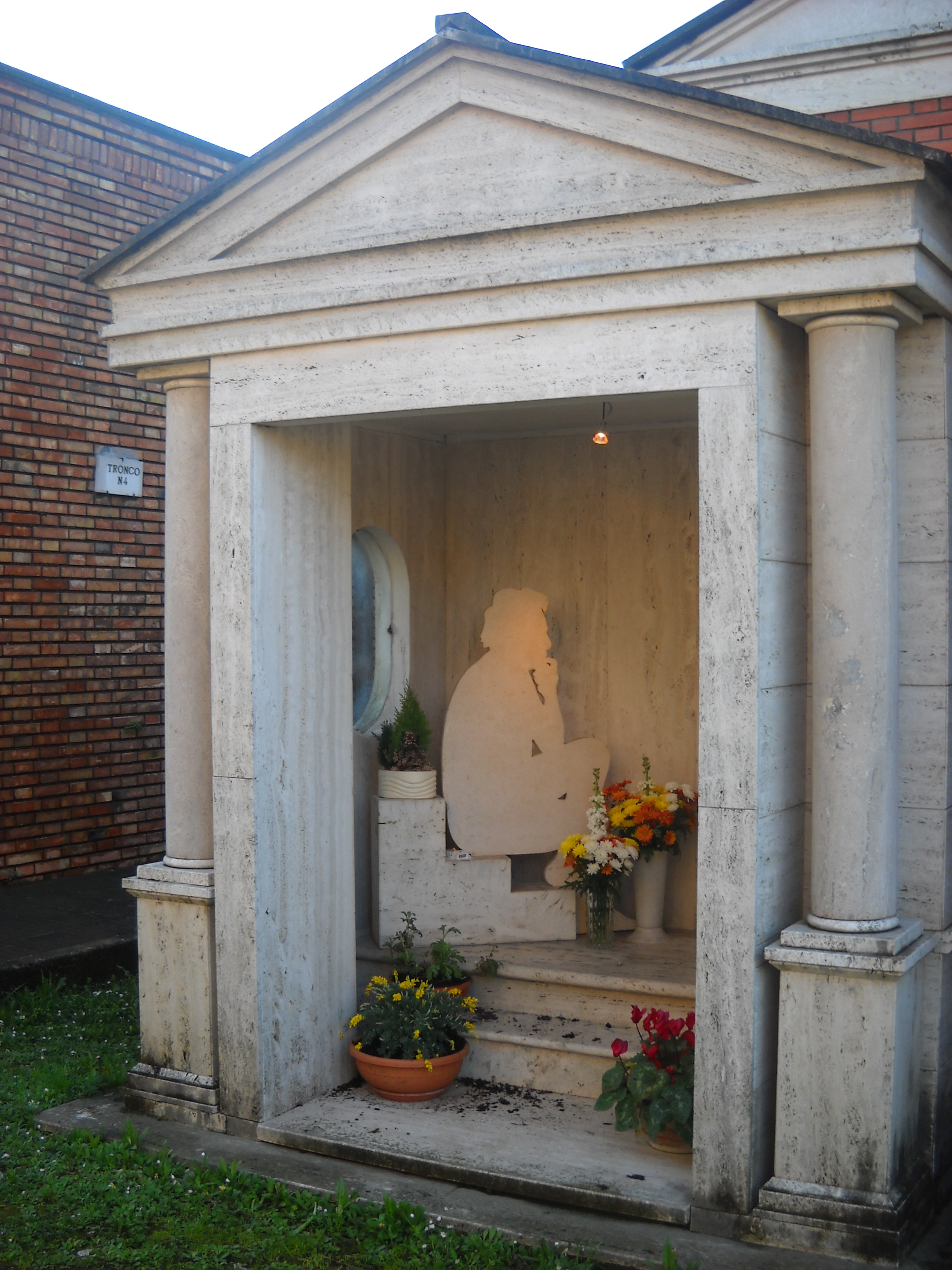
La tombe d'Ugo Tognazzi à Velletri.

Dans les dernières années de sa vie, l'acteur a souffert de dépression. Il est mort dans son sommeil à l'âge de 68 ans d'une hémorragie cérébrale le 27 octobre 1990 à Rome. Il est enterré dans le cimetière de Velletri. Vingt ans plus tard, sa fille Maria Sole lui a consacré le documentaire Ritratto di mio padre, tandis que pour le centenaire de sa naissance, son fils Ricky lui a dédié son documentaire biographique La voglia matta di vivere.

## Vie privée

### Famille
Tognazzi a eu trois partenaires et quatre enfants. En 1954, il s'est fiancé à une danseuse britannique d'origine irlandaise qu'il croise dans une revue théâtrale, Pat O'Hara, avec qui il a eu son premier fils Ricky ; la relation s'est terminée en 1961, lorsqu'il a rencontré Margarete Robsahm, une actrice norvégienne et sa partenaire dans Le Souteneur, qu'il a épousée en 1963. L'année suivante naît Thomas, nommé d'après le nom de famille de sa mère, qui deviendra producteur et réalisateur ; avec Margarete, l'acteur vit pendant trois ans entre l'Italie et la Norvège.
Il a ensuite épousé en 1972 l'actrice Franca Bettoja, qu'il avait rencontrée en 1965. Le couple vit à Velletri dans une grande maison, ouverte par la suite au public pour des initiatives culturelles. Ils ont deux enfants, Gianmarco (it) en 1967 et Maria Sole en 1971. Les quatre frères et sœurs ont toujours été en excellents termes les uns avec les autres ; Ricky, Gianmarco et Maria Sole ont toujours été proches de leur père, surtout Ricky, tandis que Thomas, qui a continué à vivre avec sa mère Margarete, a toujours fait la navette entre l'Italie et la Norvège pour garder le contact avec le reste de la famille.

### Sa passion pour le football
L'acteur était un fervent supporter de l'Associazione Calcio Milan et il est resté également proche de l'équipe de sa ville natale, l'Unione Sportiva Cremonese. Dans une interview de 1986, il déclare :

« Je suis un supporter du AC Milan depuis ma naissance. Pour moi, Milan a d'abord été la mère, puis la fiancée et enfin la femme. J'ai cependant trompé ma femme et il y a donc eu trahison. Quand le Cremonese est monté en Serie A, je n'ai pas pu m'empêcher de me joindre aux célébrations de la ville ; j'étais amoureux, je partageais mon temps entre ma femme et ma maîtresse et j'étais terriblement gêné quand les deux équipes jouaient l'une contre l'autre »

### Sa passion pour la cuisine
« Dans ma maison à Velletri, il y a un énorme frigo qui échappe aux règles de la société de consommation. Ce n'est pas un "philcone", un spectaculaire réfrigérateur à ventre blanc polaire. Il est en bois, et occupe un mur entier de la grande cuisine. Depuis les quatre petites fenêtres, on peut épier l'intérieur et apprécier la vue des saucisses, des fromages et des quartiers de veaux et de bœuf accrochés majestueusement aux crochets brillants. Ce réfrigérateur est la chapelle de ma famille. »

Tognazzi était notoirement passionné de cuisine et de gastronomie et aimait cuisiner et préparer des dîners pour ses proches et ses amis. Il a lui-même déclaré à plusieurs reprises qu'il avait « la cuisine dans le sang », affirmant qu'il aurait préféré devenir un grand expert culinaire plutôt que de se consacrer à une carrière d'acteur et, ironiquement, qu'il considérait le métier d'acteur comme une sorte de violon d'Ingres par rapport à la cuisine.

« Après avoir préparé un dîner, ma plus grande satisfaction est l'approbation de mes convives. Et en cela, tout bien considéré, je ne fais que reproduire ce que j'appréciais au théâtre et qui maintenant, avec le cinéma, me fait défaut : le contact direct avec le public »

Amateur de cuisine authentique ou de plats raffinés, il avait une conception romantique et nostalgique de l'art culinaire, à la recherche de saveurs anciennes. Pour lui, la cuisine était une véritable expression culturelle et, dans ses idées, à côté des ingrédients, les ustensiles, les plats, les décorations, les noms des aliments et, bien sûr, les convives à table avaient une grande importance. Il est également l'auteur d'un livre de recettes intitulé Il rigettario. Fatti misfatti e menu disegnati al pennarello, publié par Fabbri Editori en 1978, et divers autres livres de cuisine.

## Filmographie

### Acteur de cinéma

#### Années 1950
- 1950 : Les Cadets de Gascogne (I cadetti di Guascogna), de Mario Mattoli
- 1951 : Le Mousquetaire fantôme (La paura fa 90), de Giorgio Simonelli
- 1951 : Ma brune sous pression (it) (Una bruna indiavolata), de Carlo Ludovico Bragaglia
- 1951 : Auguri e figli maschi! (it), de Giorgio Simonelli
- 1953 : Pattes de velours (L'incantevole nemica), de Claudio Gora
- 1953 : L'Amour à la ville (L'amore in città), de Michelangelo Antonioni
- 1953 : Sua Altezza ha detto: no! de Maria Basaglia
- 1953 : Siamo tutti milanesi (it), de Mario Landi
- 1953 : Se vincessi cento milioni, de Carlo Campogalliani
- 1953 : Café chantant, de Camillo Mastrocinque
- 1954 : Ridere! Ridere! Ridere!, d'Edoardo Anton
- 1954 : Assi alla ribalta (it) de Ferdinando Baldi et Giorgio Cristallini
- 1954 : I milanesi a Napoli (it) d'Enzo Di Gianni
- 1955 : La moglie è uguale per tutti (it), de Giorgio Simonelli
- 1958 : Mia nonna poliziotto, de Steno
- 1958 : Domenica è sempre domenica, de Camillo Mastrocinque
- 1958 : Totò nella luna, de Steno
- 1958 : Marins, femmes et ennuis (it) (Marinai, donne e guai), de Giorgio Simonelli
- 1958 : Il terribile Teodoro (it), de Roberto Bianchi Montero
- 1959 : Le Confident de ces dames, de Jean Boyer
- 1959 : Fantasmi e ladri (it), de Giorgio Simonelli
- 1959 : Guardatele ma non toccatele, de Mario Mattoli
- 1959 : Non perdiamo la testa, de Mario Mattoli
- 1959 : Polycarpe, maître calligraphe (Policarpo, ufficiale di scrittura), de Mario Soldati
- 1959 : Le cameriere de Carlo Ludovico Bragaglia
- 1959 : Nous sommes deux évadés, (Noi siamo due evasi), de Giorgio Simonelli
- 1959 : Il terribile Teodoro (it), de Roberto Bianchi Montero
- 1959 : La sceriffa, de Roberto Bianchi Montero
- 1959 : La duchessa di Santa Lucia (it), de Roberto Bianchi Montero
- 1959 : La cambiale, de Camillo Mastrocinque
- 1959 : Tipi da spiaggia de Mario Mattoli
- 1959 : La Pica sul Pacifico (it), de Roberto Bianchi Montero

#### Années 1960
- 1960 : Ces sacrées Romaines (I baccanali di Tiberio) de Giorgio Simonelli
- 1960 : Incorrigibles Parents (Genitori in blue-jeans) de Camillo Mastrocinque
- 1960 : Il principe fusto de Maurizio Arena
- 1960 : Il mio amico Jekyll (it) de Marino Girolami
- 1960 : Le olimpiadi dei mariti de Giorgio Bianchi
- 1960 : Femmes de luxe (it) (Femmine di lusso) de Giorgio Bianchi
- 1960 : Un dollaro di fifa de Giorgio Simonelli
- 1960 : Tu che ne dici? de Silvio Amadio
- 1960 : Le chat miaulera trois fois (A noi piace freddo...!) de Steno
- 1961 : Quelle joie de vivre (Che gioia vivere), de René Clément
- 1961 : Gli incensurati (it) de Francesco Giaculli (de)
- 1961 : Cinque marines per cento ragazze de Mario Mattoli
- 1961 : Son Excellence est restée dîner (Sua Eccellenza si fermò a mangiare) de Mario Mattoli
- 1961 : Défense d'y toucher (La ragazza di mille mesi) de Steno
- 1961 : Le Souteneur (Il mantenuto) d'Ugo Tognazzi
- 1961 : Les Trois Magnifiques (I magnifici tre) de Giorgio Simonelli
- 1961 : Pugni, pupe e marinai de Daniele D'Anza
- 1961 : C'est parti, mon kiki (Psycosissimo) de Steno
- 1961 : Mission ultra-secrète (Il federale) de Luciano Salce
- 1962 : La Marche sur Rome (La marcia su Roma), de Dino Risi
- 1962 : Un dimanche d'été (Una domenica d'estate) de Giulio Petroni
- 1962 : Elle est terrible (La voglia matta) de Luciano Salce
- 1962 : La Veine (La cuccagna) de Luciano Salce
- 1962 : Les Dernières Aventures de Fra Diavolo (I tromboni di Fra Diavolo) de Giorgio Simonelli
- 1962 : Un beau châssis (I motorizzati) de Camillo Mastrocinque
- 1963 : Le Jour le plus court (Il giorno più corto), de Sergio Corbucci
- 1962 : La donna degli altri è sempre più bella de Marino Girolami
- 1963 : Les Hors-la-loi du mariage (I fuorilegge del matrimonio), de Paolo Taviani
- 1963 : Les Heures de l'amour (Le ore dell'amore) de Luciano Salce
- 1963 : Le Lit conjugal (Una storia moderna: l'ape regina), de Marco Ferreri
- 1963 : Rogopag, segment Le Poulet de grain d'Ugo Gregoretti
- 1963 : Les Monstres (I mostri), de Dino Risi
- 1964 : Le Coq du village (Liolà), d'Alessandro Blasetti
- 1964 : La Vie aigre (La vita agra), de Carlo Lizzani
- 1964 : Contre-sexe (Controsesso), segment Il professore de Marco Ferreri
- 1964 : Le Cocu magnifique (Il magnifico cornuto), d'Antonio Pietrangeli
- 1964 : Haute Infidélité (Alta infedeltà), sketch Gente moderna de Luciano Salce
- 1964 : Le Mari de la femme à barbe (La donna scimmia), de Marco Ferreri
- 1965 : Ménage à l'italienne (Menage all'italiana) de Franco Indovina
- 1965 : Les Complexés (I complessi), segment Il complesso della schiava nubiana de Franco Rossi
- 1965 : Mes femmes américaines (Una moglie americana) de Gian Luigi Polidoro
- 1965 : Deux Bidasses et le Général (Due marines e un generale) de Luigi Scattini
- 1965 : Aujourd'hui, demain et après-demain (Oggi, domani, dopodomani), segment L'uomo dei 5 palloni de Marco Ferreri
- 1965 : Je la connaissais bien (Io la conoscevo bene), d'Antonio Pietrangeli
- 1966 : Les Nuits facétieuses (Le piacevoli notti) d'Armando Crispino et Luciano Lucignani
- 1966 : Question d'honneur, (Una questione d'onore) de Luigi Zampa
- 1966 : Marcia nuziale de Marco Ferreri
- 1966 : Nos maris (I nostri mariti), segment Le Mari d'Attilia de Dino Risi
- 1967 : Jeux d'adultes (Il padre di famiglia) de Nanni Loy
- 1967 : Beaucoup trop pour un seul homme (L'Immorale) de Pietro Germi
- 1967 : Le Nez qui siffle (Il fischio al naso) d'Ugo Tognazzi
- 1967 : Le Harem (L'harem) de Marco Ferreri
- 1967 : Gli altri, gli altri... e noi (it) de Maurizio Arena
- 1968 : Les Dégénérés (Satyricon) de Gian Luigi Polidoro
- 1968 : Barbarella de Roger Vadim
- 1968 : Fais-moi très mal mais couvre-moi de baisers (Straziami, ma di baci saziami), de Dino Risi
- 1968 : Sissignore d'Ugo Tognazzi
- 1968 : La bambolona de Franco Giraldi
- 1969 : Les Conspirateurs (Nell'anno del Signore), de Luigi Magni
- 1969 : Porcherie (Porcile), de Pier Paolo Pasolini
- 1969 : Le Commissaire Pepe (Il commissario Pepe) d'Ettore Scola

#### Années 1970
- 1970 : La Califfa, d'Alberto Bevilacqua
- 1970 : Cœurs solitaires (Cuori solitari) de Franco Giraldi
- 1971 : Au nom du peuple italien (In nome del popolo italiano), de Dino Risi
- 1971 : Un polyvalent pas comme les autres (Stanza 17-17 palazzo delle tasse, ufficio imposte) de Michele Lupo
- 1971 : L'Audience (L'udienza), de Marco Ferreri
- 1971 : Venez donc prendre le café chez nous (Venga a prendere il caffè da noi) d'Alberto Lattuada
- 1971 : Le général dort debout (Il generale dorme in piedi), de Francesco Massaro
- 1972 : Le Maître et Marguerite (Мајстор и Маргарита), d'Aleksandar Petrović
- 1972 : Un amour insolite (Questa specie d'amore) d'Alberto Bevilacqua
- 1973 : Nous voulons les colonels (Vogliamo i colonnelli), de Mario Monicelli
- 1973 : La propriété, c'est plus le vol (La proprietà non è più un furto), d'Elio Petri
- 1973 : Touche pas à la femme blanche !, de Marco Ferreri
- 1973 : La Grande Bouffe (La grande abbuffata), de Marco Ferreri
- 1974 : Romances et Confidences (Romanzo popolare), de Mario Monicelli
- 1974 : Touche pas à la femme blanche ! (Non toccare la donna bianca), de Marco Ferreri
- 1974 : Permettez-moi, Madame, d'aimer votre fille (Permettete, signora, che ami vostra figlia), de Gian Luigi Polidoro
- 1974 : Super Témoin (La supertestimone), de Franco Giraldi
- 1975 : La Carrière d'une femme de chambre (Telefoni bianchi), de Dino Risi
- 1975 : La Faille (Der dritte Grad), de Peter Fleischmann
- 1975 : Le Canard à l'orange (L'anatra all'arancia), de Luciano Salce
- 1975 : Mes chers amis (Amici mei), de Mario Monicelli
- 1975 : La Mazurka du baron (La mazurka del barone, della santa e del fico fiorone), de Pupi Avati
- 1976 : Qui chauffe le lit de ma femme ? (Cattivi pensieri), d'Ugo Tognazzi
- 1976 : Portrait de province en rouge (Al piacere di rivederla) de Marco Leto
- 1976 : Mesdames et messieurs, bonsoir (Signore e signori, buonanotte) de multiples réalisateurs
- 1977 : La Chambre de l'évêque (La stanza del vescovo), de Dino Risi
- 1977 : La Cabine des amoureux (Casotto), de Sergio Citti
- 1977 : Qui a tué le chat ? (Il gatto), de Luigi Comencini
- 1977 : Nenè de Salvatore Samperi : Baffo, le barbier
- 1978 : Le Pot de vin (La mazzetta), de Sergio Corbucci
- 1978 : Dernier Amour (Primo amore), de Dino Risi
- 1978 : Les Nouveaux Monstres (I nuovi mostri), d'Ettore Scola
- 1978 : Où es-tu allé en vacances ? (Dove vai in vacanza?), de Mauro Bolognini
- 1978 : Le Grand Embouteillage (L'ingorgo - una storia impossibile), de Luigi Comencini
- 1978 : La Cage aux folles, d'Édouard Molinaro
- 1979 : I viaggiatori della sera d'Ugo Tognazzi

#### Années 1980
- 1980 : Je suis photogénique (Sono fotogenico), de Dino Risi
- 1980 : Arrivano i bersaglieri de Luigi Magni
- 1980 : La Terrasse (La terrazza), d'Ettore Scola
- 1980 : Les Séducteurs (I seduttori della domenica), segment Il carnet di Armando de Dino Risi
- 1980 : La Cage aux folles 2, d'Édouard Molinaro
- 1981 : La Tragédie d'un homme ridicule (La tragedia di un uomo ridicolo), de Bernardo Bertolucci
- 1982 : Scusa se è poco de Marco Vicario
- 1983 : Scherzo del destino in agguato dietro l'angolo come un brigante da strada, de Lina Wertmüller
- 1983 : le Pétomane (Il petomane), de Pasquale Festa Campanile
- 1983 : La Clef (La chiave) de Tinto Brass
- 1984 : Bertoldo, Bertoldino e Cacasenno, de Mario Monicelli
- 1984 : Le Bon Roi Dagobert (Dagobert), de Dino Risi
- 1984 : Fatto su misura (it) de Francesco Laudadio
- 1985 : La Cage aux folles 3, de Georges Lautner
- 1985 : Mes chers amis 3 (Amici miei atto III) de Nanni Loy
- 1986 : Yiddish Connection, de Paul Boujenah
- 1987 : Ultimo minuto de Pupi Avati
- 1988 : I giorni del commissario Ambrosio de Sergio Corbucci
- 1988 : Arrivederci e grazie (it) de Giorgio Capitani
- 1989 : Tolérance, de Pierre-Henri Salfati
- 1990 : Les Cavaliers de la gloire (La batalla de los tres reyes), de Souheil Ben Barka

### Acteur de télévision
- 1956 : Giro a segno, variations sur le Giro d'Italia, avec Tognazzi et Vianello, avec Franca Tamantini, orchestre de Cosimo di Ceglie, mise en scène d'Alberto Gagliardelli
- 1957 : Sarò breve, divagazioni présenté par Ugo Tognazzi, avec Lauretta Masiero, par Scarnicci et Tarabusi, mis en scène par Eros Macchi
- 1960 : Augusto, comédie de Raymond Castans, mise en scène de Guglielmo Morandi
- 1970 : FBI - Francesco Bertolazzi investigatore (it), mini-série télévisée en 6 épisodes, réalisée par Ugo Tognazzi
- 1985 : Cuore nero, épisode de la mini-série télévisée Sogni e bisogni, réalisée par Sergio Citti
- 1987 : Qui c'est ce garçon ?, mini-série télévisée en 6 épisodes, réalisée par Nadine Trintignant
- 1991 : Una famiglia in giallo, téléfilm réalisé par Luciano Odorisio (diffusé après la mort de l'acteur)

Il a également participé à de nombreuses éditions de l'émission télévisée Carosello.

### Réalisateur
- 1961 : Le Souteneur (Il mantenuto)
- 1967 : Le Nez qui siffle (Il fischio al naso)
- 1968 : Sissignore
- 1970 : FBI - Francesco Bertolazzi investigatore (it) (mini-série TV)
- 1976 : Qui chauffe le lit de ma femme ? (Cattivi pensieri)
- 1979 : I viaggiatori della sera

## Théâtre
- 1944 : Spettacolissimo
- 1944 : Si chiude (quasi) all'alba
- 1945 : Vive le donne!
- 1945 : Polvere negli occhi
- 1945 : Polvere di Broadway
- 1946 : Bocca baciata
- 1946 - Cento di queste donne
- 1946 : Cavalcata di donne
- 1948 : Febbre azzurra
- 1948 : Paradiso per tutti
- 1949 : Castellinaria
- 1950 : Quel treno che si chiama desiderio
- 1951 : Dove vai se il cavallo non ce l'hai
- 1952 : Ciao fantasma
- 1953 : Barbanera, bel tempo si spera
- 1954 : Passo doppio
- 1955 : Campione senza volere
- 1955 : Il medico delle donne
- 1956 : Il fidanzato di tutte
- 1957 : Uno scandalo per Lilli
- 1957 : Papà mio marito
- 1957 : L'uomo della grondaia
- 1960 : Gog e Magog
- 1975 : Il Tartufo
- 1986 : Six personnages en quête d'auteur (Sei personaggi in cerca d'autore) de Luigi Pirandello, mise en scène Jean-Pierre Vincent, Comédie-Française au Théâtre national de l'Odéon
- 1988 : L'avaro
- 1989 : M. Butterfly

## Voix françaises
| - Jacques Deschamps dans : - Le Cocu magnifique - Le Commissaire Pepe - Au nom du peuple italien - La Chambre de l'évêque - Qui a tué le chat ? - Dernier Amour - Les Nouveaux Monstres - Le Grand Embouteillage - La Terrasse - Les Séducteurs | - Michel Roux dans : - Le Confident de ces dames - Les Monstres et aussi : - Michel Gatineau dans Quelle joie de vivre - Jean-Claude Michel dans Le Lit conjugal - William Sabatier dans L'Immorale - Robert Hossein dans Barbarella - Claude Bertrand dans Le Maître et Marguerite - Philippe Clay dans La Carrière d'une femme de chambre - Pierre Mondy dans La Cage aux folles - Michel Beaune dans La Cage aux folles 2 - Serge Sauvion dans La Cage aux folles 3 |